# Mexigonus
Mexigonus là một chi nhện trong họ Salticidae.